# Canton de Chavanges
Le canton de Chavanges est une ancienne division administrative française située dans le département de l'Aube en région Champagne-Ardenne.

## Géographie
Ce canton était organisé autour de Chavanges dans l'arrondissement de Bar-sur-Aube. 

## Histoire
Par le décret du 21 février 2014, le canton est supprimé à compter des élections départementales de mars 2015. Il est englobé dans le canton de Brienne-le-Château.

## Représentation

### conseillers généraux de 1833 à 2015
| Période        | Période      | Identité                         | Étiquette                     | Qualité                                                                                  |
| -------------- | ------------ | -------------------------------- | ----------------------------- | ---------------------------------------------------------------------------------------- |
| 1833           | 1845         | François Vauchelet               |                               | Notaire à Chavanges                                                                      |
| 1845           | 1877         | Auguste Vauchelet                | Droite                        | Propriétaire et maire de Chavanges                                                       |
| 1877           | 1883         | Édouard Jacobé d'Arembécourt     | Républicain                   | Propriétaire et maire de Montmorency                                                     |
| 1883           | 1884 (décès) | Auguste Vagbeaux                 | Républicain                   | Médecin à Chavanges                                                                      |
| 1884           | 1890 (décès) | Édouard Jacobé d'Arembécourt     | Républicain                   | Propriétaire et maire de Montmorency                                                     |
| 1890           | 1904 (décès) | Émile Boulard fils               | Républicain                   | Propriétaire à Chavanges                                                                 |
| 1904           | 1919         | Paul Boulard (fils du précédent) | Rad.                          | Propriétaire à Chavanges                                                                 |
| 1919           | 1931 (décès) | Amédée Gallot                    | SFIO                          | Propriétaire à Chavanges                                                                 |
| 1931           | 1937         | Louis Mauclaire                  | Rad. Républicain antimarxiste | Marchand de grains à Aulnay, conseiller d'arrondissement                                 |
| 1937           | 1940         | Alphonse Guerry                  | SFIO                          | Agriculteur, maire de Montmorency-Beaufort (1929-1948), conseiller d'arrondissement      |
|                |              |                                  |                               |                                                                                          |
| 1943           | 1945         | Paul Viard                       | ?                             | Marchand de bois Maire de Chavanges Nommé conseiller départemental en 1943               |
|                |              |                                  |                               |                                                                                          |
| 1945           | 1948 (décès) | Alphonse Guerry                  | SFIO                          | Agriculteur, maire de Montmorency-Beaufort, membre du Comité départemental de Libération |
| 8 février 1948 | 1964         | Paul Renou                       | Rad.-RPF puis DVD             | Cultivateur Maire de Montmorency-Beaufort                                                |
| 1964           | 1994         | Pierre Maitrot                   | DVD puis UDF                  | Docteur vétérinaire Maire de Chavanges                                                   |
| 1994           | 2001         | Bernard Hecquet                  | RPR                           | Entrepreneur Maire de Chavanges (1989-2001)                                              |
| 2001           | 2015         | Joëlle Pesme                     | DVD                           | Exploitante agricole Maire de Pars-lès-Chavanges depuis 2001                             |

### Conseillers d'arrondissement de 1833 à 1940
Le canton de Chavanges avait deux conseillers d'arrondissement jusqu'en 1926.
Il appartenait à l'arrondissement d'Arcis-sur-Aube jusqu'à sa disparition en 1926.
| Période                                  | Période          | Identité                            | Étiquette   | Qualité |
| ---------------------------------------- | ---------------- | ----------------------------------- | ----------- | --- |
| 1833                                     | 1839             | M. Jacquot de Bange                 |             | Propriétaire à Balignicourt                                                                                 |
| 1833                                     | 1848             | Jacques Bourdon (1792-1849)         |             | Notaire, maire de Jasseines                                                                                 |
| 1839                                     | 1848             | M. Travaillot                       |             | Propriétaire à Chavanges                                                                                    |
|                                          |                  |                                     |             | |
| 1874                                     | 1884 (démission) | Émile Boulard père                  | Républicain | Propriétaire à Chavanges                                                                                    |
| av.1884                                  | 1899 (décès)     | Charles Edouard Bourdon (1832-1899) |             | Maire de Braux, suppléant du juge de paix                                                                   |
|                                          |                  |                                     |             | |
|                                          | 1885 (décès)     | Pierre Rémy Brouillard (1821-1885)  |             | Propriétaire cultivateur, maire de Lentilles                                                                |
|                                          |                  |                                     |             | |
| 1919                                     | 1921 (décès)     | Albert Cendré                       |             | Maire de Braux                                                                                              |
| 1919                                     | 1928             | Philippe Pothier                    |             | Cultivateur, maire de Chassericourt                                                                         |
| 1922                                     | 1931             | Louis Mauclaire                     | Radical     | Négociant, propriétaire à Aulnay                                                                            |
| 1931                                     | 1937             | Alphonse Guerry                     | SFIO        | Maire de Montmorency-Beaufort                                                                               |
| 1937                                     | 1940             | Camille Bernaudat (1876-1966)       | Radical     | Agriculteur, maire de Lentilles                                                                             |
| 1940                                     |                  |                                     |             | Les conseils d'arrondissement ont été suspendus par la loi du 12 octobre 1940 et n'ont jamais été réactivés |
| Les données manquantes sont à compléter. |                  |                                     |             | |

## Composition
Le canton de Chavanges regroupait seize communes et comptait 1 996 habitants selon le recensement de 2009 (population municipale).
| Communes                  | Population (2012) | Code postal | Code Insee |
| ------------------------- | ----------------- | ----------- | ---------- |
| Arrembécourt              | 43                | 10330       | 10010      |
| Aulnay                    | 116               | 10240       | 10017      |
| Bailly-le-Franc           | 32                | 10330       | 10026      |
| Balignicourt              | 155               | 10330       | 10027      |
| Braux                     | 110               | 10500       | 10059      |
| Chalette-sur-Voire        | 139               | 10500       | 10073      |
| Chavanges                 | 667               | 10330       | 10094      |
| Donnement                 | 96                | 10330       | 10128      |
| Jasseines                 | 151               | 10330       | 10175      |
| Joncreuil                 | 105               | 10330       | 10180      |
| Lentilles                 | 98                | 10330       | 10192      |
| Magnicourt                | 67                | 10240       | 10214      |
| Montmorency-Beaufort      | 124               | 10330       | 10253      |
| Pars-lès-Chavanges        | 70                | 10330       | 10279      |
| Saint-Léger-sous-Margerie | 63                | 10330       | 10346      |
| Villeret                  | 76                | 10330       | 10424      |

## Démographie
| 1962  | 1968  | 1975  | 1982  | 1990  | 1999  | 2006  | 2011  | 2012  |
| ----- | ----- | ----- | ----- | ----- | ----- | ----- | ----- | ----- |
| 2 828 | 2 702 | 2 425 | 2 229 | 2 170 | 2 084 | 2 041 | 2 001 | 1 996 |